# Melittosesia
Melittosesia is een geslacht van vlinders uit de familie wespvlinders (Sesiidae), onderfamilie Sesiinae.
Melittosesia werd voor het eerst wetenschappelijk beschreven in 2009 door Daniel Bartsch. De typesoort is Melittosesia flavitarsa.

## Soort
Melittosesia omvat de volgende soort:
- Melittosesia flavitarsa Bartsch, 2009